# Táňa Zabloudilová
Táňa Zabloudilová (* 1985, Brno) je česká novinářka, kulturní publicistka, dramaturgyně festivalu Serial Killer a zakladatelka iniciativy Nadšením nájem nezaplatíš. Věnuje se popkultuře, seriálové tvorbě a tématům spojeným s bydlením a rozvojem měst.

## Životopis
Narodila se v roce 1985 v Brně. Studovala politologii a mediální studia na Masarykově univerzitě.

## Tvorba

### Rozhlas
Do roku 2023 působila v redakci Deníku Alarm, kde spolumoderovala podcast Pop o novinkách v populární kultuře. Společně s novinářkou Apolenou Rychlíkovou vytvářely podcast Bulvár zaměřený na urbanizaci a problémy spojené s životem ve městě. V roce 2019 vytvořila pořad Moje terapie. V srpnu 2022 ve spolupráci s Radiem Wave spustila dokumentární podcastové série Hranice násilí, v níž promlouvala s oběťmi domácího a sexualizovaného násilí o cestě ven z toxických a násilných vztahů. Série obsadila třetí místo v kategorii Objev roku soutěže Podcast roku.

### Publicistika
Jako publicistika a autorka textů přispívá pravidelně do deníků Aktuálně.cz, kulturní přílohy deníku Právo a také online portálu Page Not Found.

### Aktivismus
Společně s kulturním publicistou Milošem Hrochem a novinářkou Hanou Řičicovou založila iniciativu Nadšením nájem nezaplatíš, která má za úkol upozornit na špatné finanční a pracovní podmínky kulturních novinářů v českých médiích. Iniciativa byla oceněna hudební cenou Vinyla jako počin roku 2023.